# Cantone di Saint-Pierre
Il cantone di Saint-Pierre è una divisione amministrativa situato nel dipartimento e regione della Martinica.

## Comuni
- Fonds-Saint-Denis
- Saint-Pierre